# Олсдал, Стефан
Стефан Александер Бу Олсдал (швед. Stefan Alexander Bo Olsdal) — британский музыкант шведского происхождения. Участник группы Placebo. Открытый гей.

## Ранние годы
Стефан Олсдал родился 31 марта 1974 года года в городе Гётеборг в Швеции, в семье состоятельного банкира.

Учиться начал в шведской школе, однако после переезда его семьи в Люксембург продолжил обучение в Американской международной школе Люксембурга, где уже учился Брайан Молко. По их[уточнить] рассказам, в школе Олсдал был членом баскетбольной команды, а потому выглядел вполне нормальным и обычным[уточнить] парнем. К тому же, несмотря на то, что сейчас[когда?] Ольсдаль является одним из лучших басистов в Англии, он начал свой путь к музыкальной славе в школьной группе Dr. Zhivago в 1987 году,[уточнить] причем он был барабанщиком. Но амбиции заговорили о себе ещё в школьные годы: он быстро понял, что находиться в глубине сцены — не его, а вот оказаться на переднем плане вполне его удовлетворило бы.
Поэтому я взялся за бас-гитару и параллельно стал учиться
игре на фортепиано. Первой бас-гитарой, которую я купил,
стала Fender Precision, потому что точно такая же была у Стива
Харриса из Iron Maiden.Стефан Олсдал
В 18 лет его вкусы изменились, и из музыкальных влияний Олсдал всегда называет «Depeche Mode», «Eurythmics», «The Cure» и Дэвида Боуи.
Школу Олсдал вернулся заканчивать в Швецию и после её завершения с семьей оказался в Лондоне, где поступил в Musicians Institute.

## Placebo
Брайан Молко и Олсдал знают друг друга со школы, однако в то время они не общались, так как принадлежали к разным компаниям. Однако, спустя некоторое время после окончания школы, Молко и Олсдал встречаются в лондонском метро на станции South Kensington. Молко приглашает Олсдала на одно из своих выступлений в клубе со Стивом Хьюиттом. После этого выступления, Молко и Олсдал находят много общего, и Олсдал предлагает создать совместную группу.

## Hotel Persona
С 2006 года у Олсдала появился сайд-проект — с Давидом Аменом они стали организовывать танцевальные вечеринки как диджеи, а в 2008 году эти эксперименты воплотились в проект Hotel Persona с альбомом In the clouds.